# Austrochorema spinosum
Austrochorema spinosum là một loài Trichoptera trong họ Hydrobiosidae. Chúng phân bố ở miền Australasia.